# Cyrtochilum simulans
Cyrtochilum simulans är en orkidéart som beskrevs av Rudolf Schlechter. Cyrtochilum simulans ingår i släktet Cyrtochilum, och familjen orkidéer.
Artens utbredningsområde är Colombia. Inga underarter finns listade i Catalogue of Life.